# Hanýsek
Hanýsek je naučná stezka, která spojuje Velké Opatovice s Borotínem, Velkou Roudkou a okolními vrchy. Jedná se o 9 km dlouhý okruh se 7km odbočkou, na níž se nachází 9 zastavení. Průvodce po NS je malý lišák Hanýsek, pojmenovaný podle mikroregionu Malá Haná. Kvůli těžbě dřeva je stezka dlouhodobě na různých místech neprůchozí.

## Vedení trasy
Trasa začíná na okraji Velkých Opatovic, odkud pokračuje po červené turistické značce k rozcestí pod Opatovickým hradiskem, kam se dá dostat odbočkou. Kousek od rozcestí jsou do skal vytesány reliéfy Petra Bezruče a Josefa Bohuslava Foerstra od Karla Otáhala. Asi 250 metrů od rozcestí se od červené značky odděluje a míří okolo Rýbrcoulova srdce a Borotínského čihadla a po lesních cestách k pramenu Antonín, u něhož se opět napojuje na červenou značku, a Velké Roudky. Asi 250 metrů za Velkou Roudkou se trasa rozděluje. Rovně míří odbočka ke Kamenné svatbě pod vrchem Ve Vrších (odtud je možné se vrátit nebo pokračovat po červené značce do Kochova), okruh pokračuje doleva po svahu vrchu V Občinách do Borotína. V Borotíně vytváří oblouk a v místní části Dvořiště se stáčí doleva a po lesní cestě se vrací k výchozímu místu.

## Zastavení
- Začátek stezky
- Pod Hradiskem
- Opatovické hradisko
- Rýbrcoulovo srdce
- Bývalé lázně Velká Roudka
- Velká Roudka
- Rozcestí
- Kamenná svatba
- Arboretum Borotín